# Rue Joseph-Dijon
La rue Joseph-Dijon est une voie du 18e arrondissement de Paris, en France.

## Situation et accès
La rue Joseph-Dijon est une voie publique située dans le 18e arrondissement de Paris. Elle débute au 25, boulevard Ornano et se termine au 86, rue du Mont-Cenis.

## Origine du nom
Cette voie est nommée d'après le nom du propriétaire des terrains sur lesquels elle a été ouverte.

## Historique
Cette voie de l'ancienne commune de Montmartre est ouverte vers 1859, sous sa dénomination actuelle, entre le boulevard Ornano et la rue Hermel et est classée dans la voirie parisienne par un décret du 23 mai 1863.
La partie comprise entre les rues Hermel et du Mont-Cenis a été ouverte par la Ville de Paris.

## Bâtiments remarquables et lieux de mémoire
La rue fait l'objet d'une chanson, Quartiers chocs, du groupe Puzzle sur l'album Viens m'chercher.